# 48588 Raschröder
(48588) Raschroder, denumire internațională (48588) Raschröder, este un asteroid din centura principală de asteroizi.

## Descriere
48588 Raschröder este un asteroid din centura principală de asteroizi. A fost descoperit pe 2 septembrie 1994 la Tautenburg de Freimut Börngen. Asteroidul prezintă o orbită caracterizată de o semiaxă mare de 2,39 ua, o excentricitate de 0,15 și o înclinație de 5,7° în raport cu ecliptica.